# Hochlantsch
Der Hochlantsch (1720 m ü. A.) ist der höchste Berg im Grazer Bergland, einer Untergruppe der Randgebirge östlich der Mur nach der Alpenvereinseinteilung.

## Lage und Beschreibung
Der Hochlantsch hat eine langgestreckte, ungefähr west-ost-orientierte Form mit sanftem, bewaldetem Relief an der Südseite. An der Nordseite bricht er hingegen steil in die Lantschmauern ab. Nach Westen sinkt das Hochlantschmassiv über die Rannerwand (1308 m ü. A.) und den Harterkogel (972 m ü. A.) gemächlich zum Mittleren Murtal nördlich der Ortschaft Mixnitz ab. Der höchste Punkt des Grates, der vom Hochlantsch-Gipfel nach Osten verläuft, trägt den Namen Zachenkreuz (1601 m ü. A.), südöstlich unterhalb dieses Punktes befindet sich die Teichalm.

## Wege
Aufgrund der guten Aussicht und der einfachen Erreichbarkeit ist der Hochlantsch ein beliebtes Ausflugsziel im Umfeld der Stadt Graz. Der leichteste Aufstieg erfolgt in etwa zwei Stunden von der Teichalm. Eine weitere Variante von Mixnitz führt durch die wasserführende Bärenschützklamm. Vom ehemaligen Wirtshaus Zirbisegger (von Breitenau per Auto erreichbar) führt der Naturfreunde-Klettersteig durch die felsige Nordflanke zum Gipfel. In näherer Umgebung liegen auch das Gasthaus zum Steirischen Jokl und das Wallfahrtskirchlein Schüsserlbrunn.

Ansichten
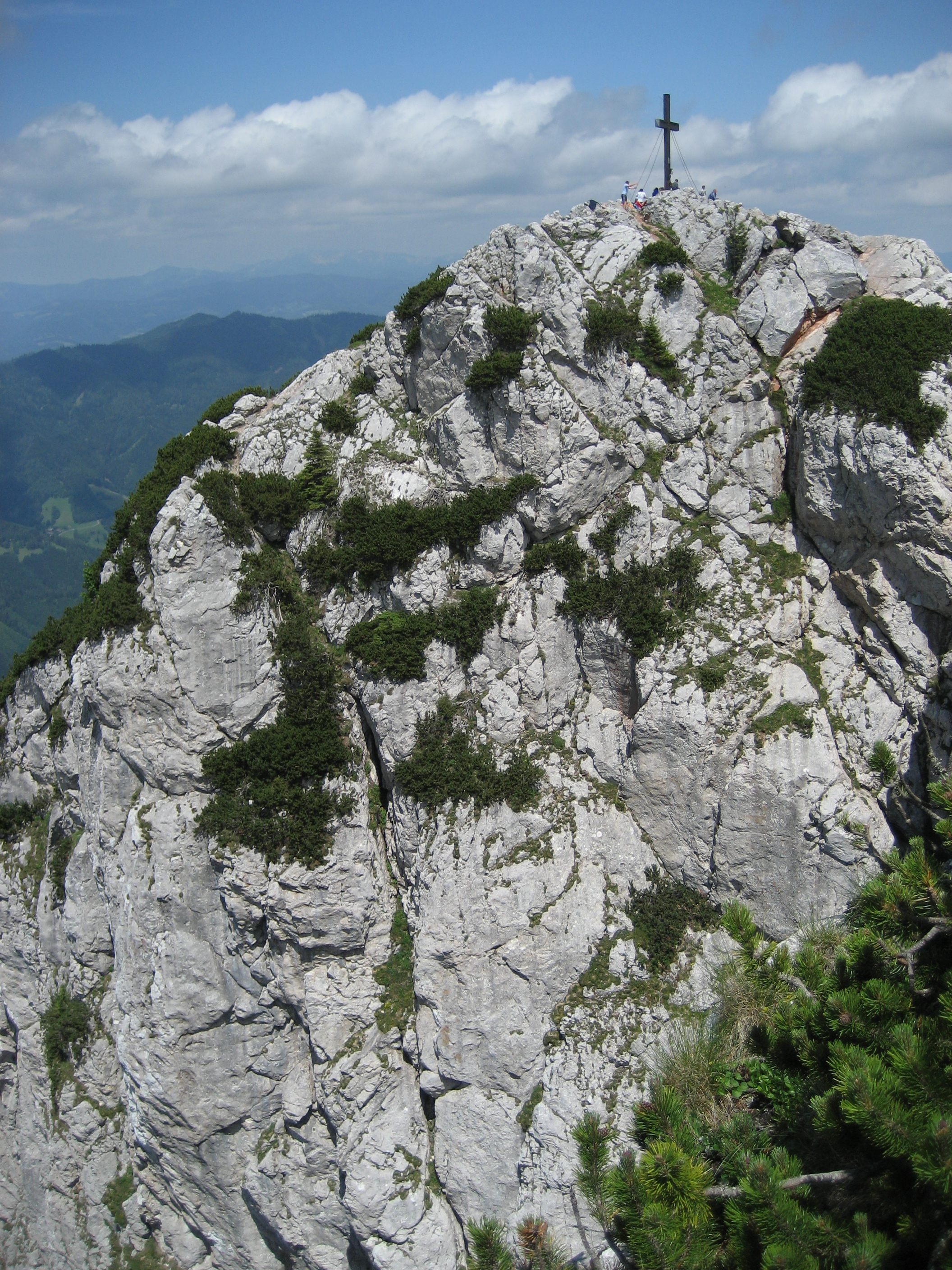
Gipfelkreuz des Hochlantsch
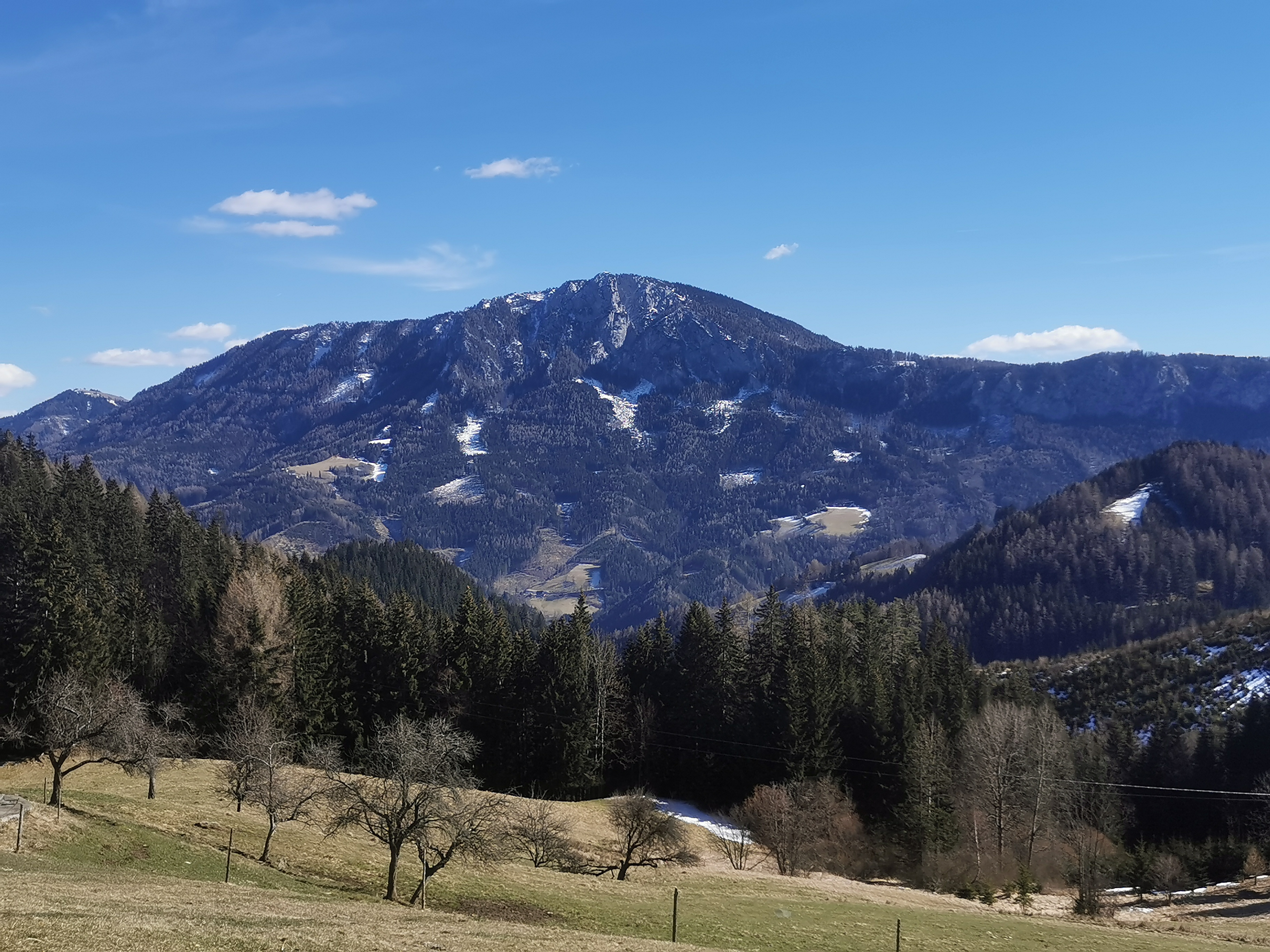
Nordseite des Hochlantsch
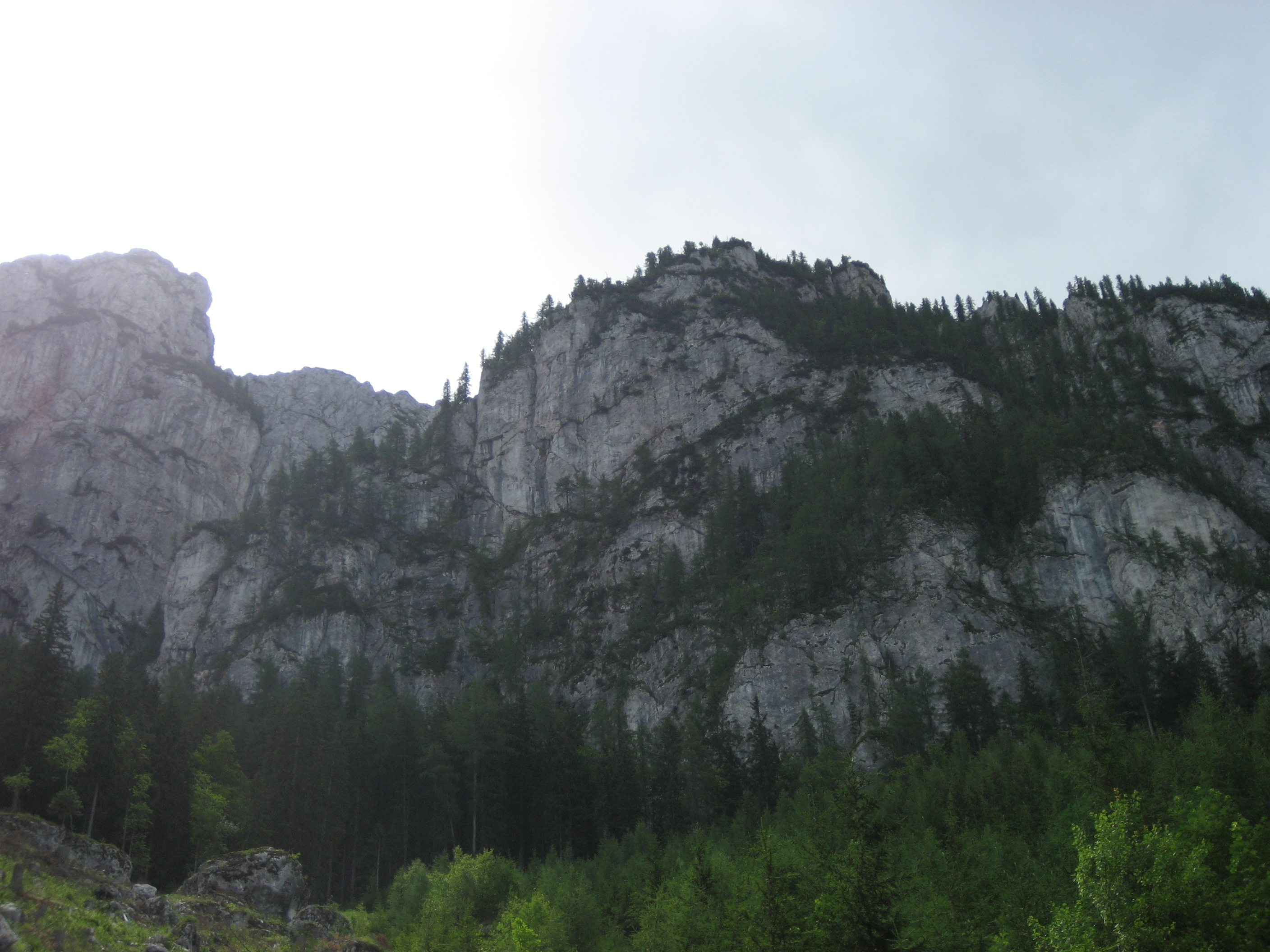
Nordwand
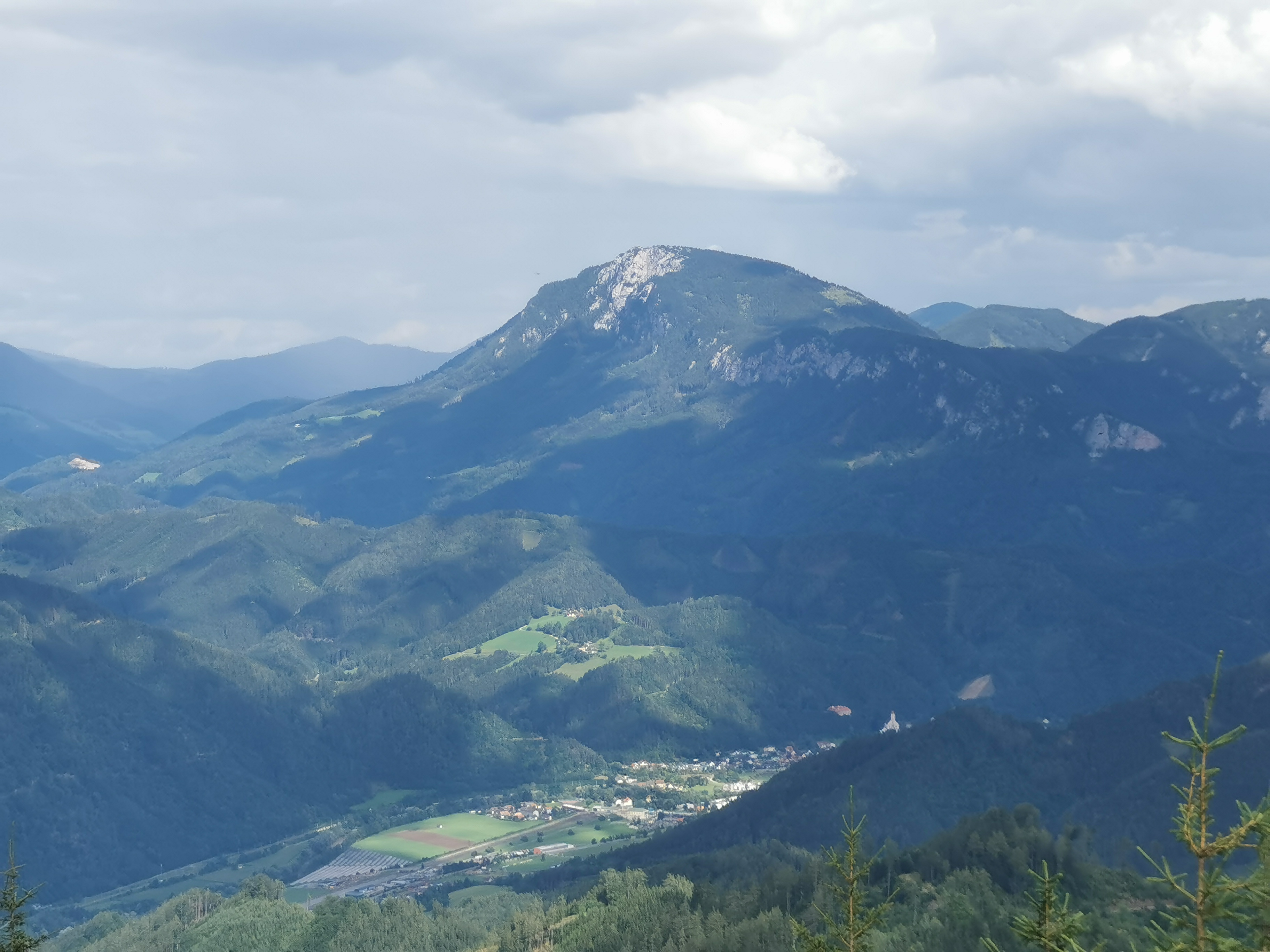
Blick vom Brucker Hochanger nach Südosten über das Murtal auf den Hochlantsch
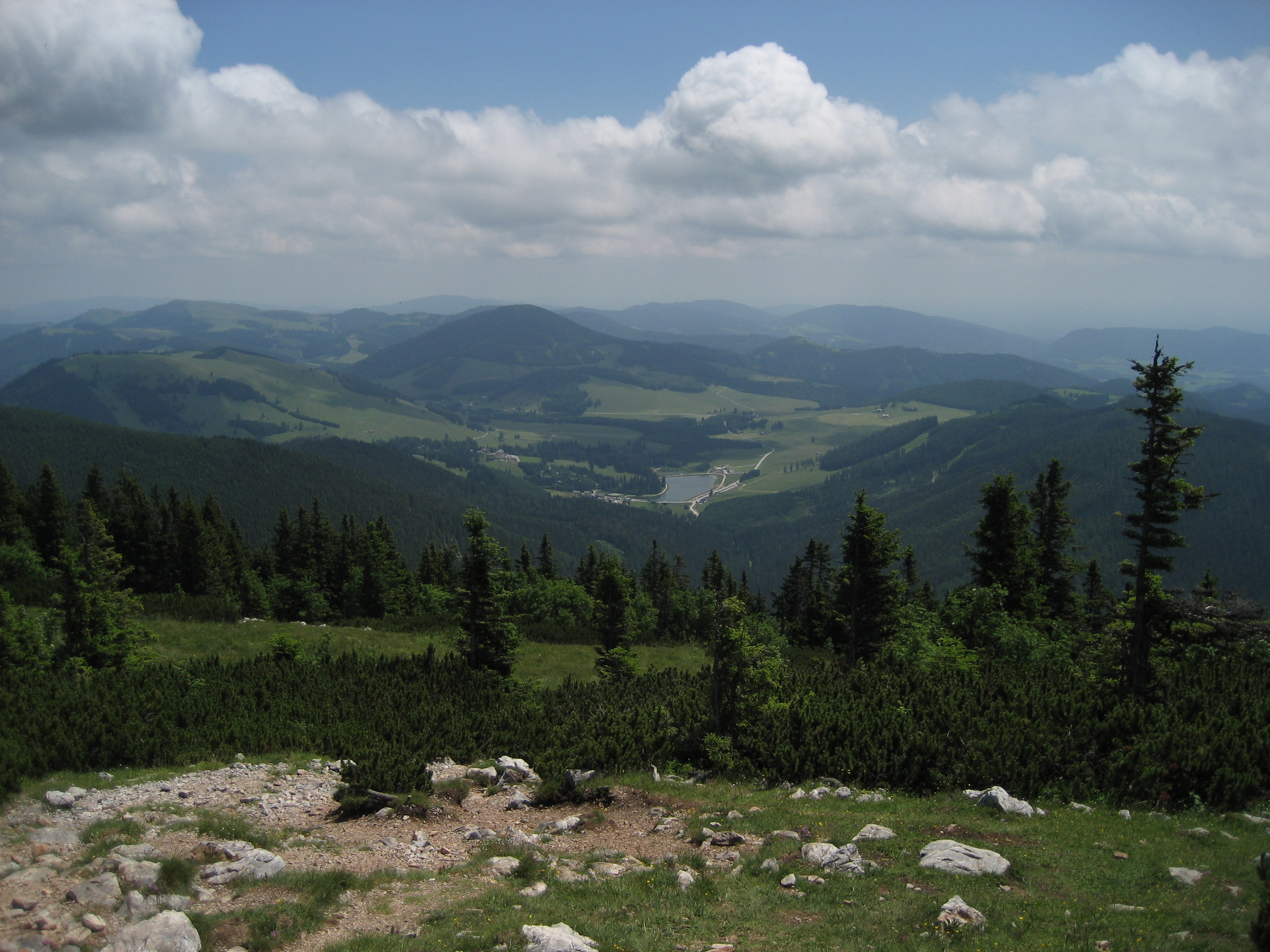
Blick vom Hochlantsch-Gipfel auf die Teichalm
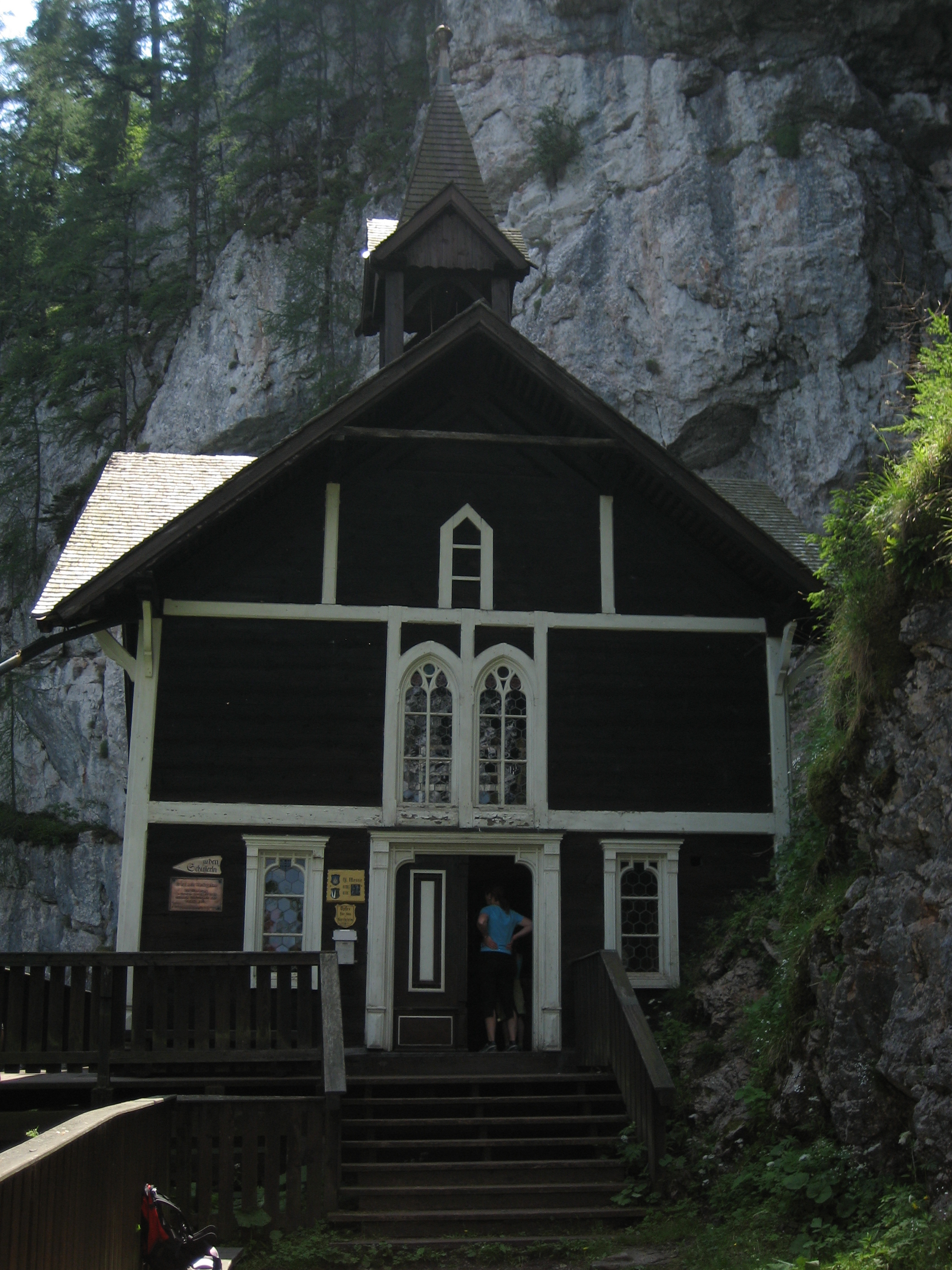
Wallfahrtskapelle Schüsserlbrunn